# Vladímir Pukhalski
Vladímir Pukhalski   (Minsk, 21 de març de 1848 (Julià) - Kíiv, 23 de febrer de 1933) (en rus: Владимир Вячеславович Пухальский, en ucraïnès Пухальський Володимир В'ячеславович), fou un pianista, compositor i professor rus-ucraïnès de família polonesa.
Pukhalski va estudiar al Conservatori de Sant Petersburg, va fer classes de piano amb Theodor Leschetizky i teoria musical i composició amb Julius Johannsen i Nikolai Zaremba. Va completar els seus estudis l'any 1874 i després va ensenyar al mateix conservatori. El 1876 es va traslladar a Kíiv on va ensenyar a l'Acadèmia de la Societat Russa de Música. Entre el 1877 i el 1888 va ser membre de la direcció de la Societat de Música. L'any 1913 el conservatori es va separar de la Societat de Música i Pukhalski fou el seu primer director (1913-1914).
Entre els seus estudiants hi destaquen Vladimir Horowitz i la seva germana Regina Horowitz, Leonid Nikolàiev, Julius Isserlis, Anna Artobolévskaia, Boleslaw Jaworski i Arnold Alschwang. Per això Pukhalski és considerat el fundador de l'Escola de Pianistes de Kíiv.
Pukhalski va fer concerts de piano durant més de 30 anys. El 1833 va compondre un concert per a piano en re menor que s'ha interpretar amb molta freqüència. Va compondre l'òpera Waleria (1923), romances, Estudis i altres peces per a piano.